# Väjern
Väjern är en tätort i Sotenäs kommun i landskapet Bohuslän och i Västra Götalands län. 

## Historia
Väjern var och är belägen i Askums socken och i sen tid med en liten bit i  Kungshamns socken och ingick efter kommunreformen 1862 i Askums landskommun. I den inrättades för orten 22 december 1905 Väjerns municipalsamhälle som 1952 överfördes till Södra Sotenäs landskommun där det upplöstes 31 december 1959.
Från 1981 hörde Väjern till Kungshamns postort, men är sedan 2014 åter en egen postort.

### Befolkningsutveckling
| Befolkningsutvecklingen i Väjern 1960–2010 | Befolkningsutvecklingen i Väjern 1960–2010 | Befolkningsutvecklingen i Väjern 1960–2010 | Befolkningsutvecklingen i Väjern 1960–2010 | Befolkningsutvecklingen i Väjern 1960–2010 |
| ------------------------------------------ | ------------------------------------------ | ------------------------------------------ | ------------------------------------------ | ------------------------------------------ |
|                                            |                                            |                                            |                                            |                                            |
| År                                         |                                            |                                            | Folkmängd                                  | Areal (ha)                                 |
| 1960                                       | 1960                                       |                                            | 242                                        |                                            |
| 1965                                       | 1965                                       |                                            | 244                                        |                                            |
| 1970                                       | 1970                                       |                                            | 234                                        |                                            |
| 1975                                       | 1975                                       |                                            | 237                                        |                                            |
| 1980                                       | 1980                                       |                                            | 236                                        |                                            |
| 1990                                       | 1990                                       |                                            | 204                                        | 19                                         |
| 1995                                       | 1995                                       |                                            | 574                                        | 38                                         |
| 2000                                       | 2000                                       |                                            | 629                                        | 39                                         |
| 2005                                       | 2005                                       |                                            | 659                                        | 40                                         |
| 2010                                       | 2010                                       |                                            | 688                                        | 41                                         |
|                                            |                                            |                                            |                                            |                                            |